# ایاز مطلب‌اف
ایاز نیازی اوغلو مُطَلِب‌اف یا عیاض مطلب‌اف (به ترکی آذربایجانی: Ayaz Niyazi oğlu Mütəllibov) (زادهٔ ۱۲ مه ۱۹۳۸ – درگذشته ۲۷ مارس ۲۰۲۲) اولین رئیس‌جمهور جمهوری آذربایجان بود. که به مدت یک سال از ۱۹۹۱ تا ۱۹۹۲ در این سمت باقی ماند.

## دوران شوروی
در جمهوری سوسیالیستی آذربایجان شوروی مطلب‌اف در پست‌های مهمی از جمله وزارت صنایع، رئیس کمیته برنامه‌ریزی امورخارجه، رئیس شورای وزیران حضور داشت.

## استقلال از شوروی
در هجدهم اوت ۱۹۹۱ استقلال جمهوری آذربایجان از شوروی اعلام شد و هجدهم اکتبر همان سال مطلب‌اف که به عنوان رئیس‌جمهور عمل می‌کرد این استقلال را رسماً تصویب کرد.

## دوران ریاست جمهوری
پس از استقلال جمهوری آذربایجان از شوروی در تاریخ هشتم سپتامبر ۱۹۹۱ در انتخاباتی تک نامزدی مطلب‌اف به عنوان نخستین رئیس‌جمهور جمهوری آذربایجان در رأس کارها قرار گرفت. کشتار خوجالی که در زمان ریاست جمهوری مطلب‌اف پیش آمد وی را مجبور به استعفا کرد. وی در ششم مارس ۱۹۹۲ استعفانامه‌اش را به پارلمان جمهوری آذربایجان ارائه داد. نتیجه استعفای مطلب اف انتخاب ابوالفضل ایلچی بیگ به عنوان ریاست جمهور آذربایجان بود. مطلب‌اف فاجعه خوجالی را توطئه جبهه خلق برای رسیدن به قدرت می‌داند وی در مصاحبه‌ای با روزنامه چکی نزاویسمایا گازتا در این باره می‌گوید:
آنگونه که از سخنان غیر نظامیان فراری از خوجالی استنباط می‌شود، تمام این قضیه برای ایجاد بهانه‌ای به منظور مجبور نمودن من به استعفاء طراحی شده بود. فکر نمی‌کنم که ارمنیان که رویه بسیار حساب شده‌ای در چنین موقعیت‌هایی دارند، این فرصت را برای آذربایجانی‌ها فراهم کنند که اسنادی برای متهم نمودنشان به اقدامات نژادپرستانه به دست آورند. می‌توان دریافت که کسانی علاقه‌مند بودند تا تصاویر قربانیان خوجالی در جلسه شورای عالی (مجلس) آذربایجان به نمایش در آید تا تقصیر این مسائل به گردن من انداخته شود. اگر من (علناً) اعلام کنم که متهمان از جناح مخالف (مخالفان دولت وقت جمهوری آذربایجان یعنی عمدتاً حزب «جبهه خلق» به رهبری «ابوالفضل ایلچی بیگ»، رئیس‌جمهور بعدی آذربایجان) هستند، آن‌ها خواهند گفت که من قصد بی‌اعتبار نمودن آن‌ها را دارم.

## پس از استعفا
پس از استعفا مطلب‌اف به روسیه رفت و تا زمان مرگش در آنجا زندگی کرد. بنا به اعلامیه منتشر شده توسط وزارت کشور وقت آذربایجان، ایاز مطلب اف، به کشور روسیه پناهنده شده و به دلیل اتهاماتی از قبیل مشارکت در قتل‌عام مردم باکو توسط ارتش شوروی در ژانویه ۱۹۹۰، عدم کمک به آوارگان آذربایجانی رانده شده از ارمنستان در فاصله سال‌های ۱۹۸۸–۱۹۸۹، عدم اتخاذ تصمیم مناسب به منظور جلوگیری از حمله ارتش ارمنستان به قره باغ که از مدت‌ها قبل مبادرت به تشکیل واحدهای نظامی می‌کردند و تحویل حدود هزار اسلحه خودکار متعلق به ارتش آذربایجان به گروه‌های شبه نظامی وابسته به خود تحت تعقیب دولت آذربایجان است.